# ハーク・ハーヴェイ
ハーク・ハーヴェイ（Herk Harvey,  1924年6月3日 - 1996年4月3日）は、アメリカ合衆国の俳優、映画監督である。

## 来歴
1924年6月3日、コロラド州のウィンザーに生まれる。後にイリノイ州に移り住み、第二次世界大戦時にはアメリカ海軍へ入隊していた。1945年にカンザス州へ移り住み、カンザス大学で演劇と演技を習得した。大学在学中にアーウィン・ショー原作による戯曲『Bury the Dead』を映像化した作品で監督デビュー。その後は俳優として舞台や映像作品へ出演したり、演劇の講師として教鞭を執ったりしながら、カンザス州のローレンスを拠点とした教育映画制作プロダクションの「セントロン・プロダクション」で制作活動を続けた。
1962年、低予算で制作したホラー映画『恐怖の足跡』を発表。制作費はおおよそ3万ドルで制作され、キャンディス・ヒリゴスを主役に据え、ハーヴェイ自身は監督・製作のほか、謎の男としても出演をしている。同作品はカルトホラー映画として支持され、他の映画監督にも影響を与える作品となった。しかし、ハーヴェイ自身はその後、長編のフィクション映画は監督しておらず、『恐怖の足跡』がハーヴェイにとって最初で最後の長編映画作品となった。

### 死去
1996年4月3日、自宅があったカンザス州ローレンスで死去。71歳だった。

## 出演作品

### 映画
- 恐怖の足跡 Carnival of Souls (1962) ※兼監督・製作
- ザ・デイ・アフター The Day After (1983) ※ノークレジット
- Murder Ordained (1987)

### テレビドラマ
- Reading Rainbow (1983)

### 監督作品
- 恐怖の足跡 Carnival of Souls (1962)
- Reading Rainbow (1983)